# インドシナウォータードラゴン
インドシナウォータドラゴン（Physignathus cocincinus）は、爬虫綱有鱗目アガマ科ウォータードラゴン属に分類されるトカゲ。

## 分布
タイ、中国南部、ベトナム

## 形態
全長60-90cm。成体は体色が青味がかった緑色になる。体色をある程度変化させることができる。尾は長く全長の半分以上を占める。
下顎の鱗は大型で、下唇の鱗（下唇板）との間には細かい鱗が並ぶ。
成体のオスは頭頂部から背面、尾にかけて鬣状の鱗（クレスト）が発達する。メスや幼体はクレストが発達しない。

## 生態
平地の水辺の森林に生息する。半樹上性で樹上にいることが多い。驚くと水中に飛びこんだり、地上を後肢だけで立ちあがり走って逃げる。
食性は動物食傾向の強い雑食で、昆虫類、小型爬虫類、小型鳥類、小型哺乳類、果実等を食べる。
繁殖形態は卵生で、1回に4-16個の卵を産む。卵は3ヶ月程で孵化する。

## 人間との関係
ペット用として飼育されることがあり、日本にも輸入されている。主に野生個体（卵を採集し人工的に孵化させた）の幼体が流通する。形態が似ていることからグリーンイグアナと混同されることもあるが、本種の方が小型で成体になっても動物質の餌が必要になる。飼育された個体はあまりクレストが発達しないとされる。驚くとケージ内を走り回り吻端を潰してしまうため、飼育には広いケージと落ち着いた環境が必要。幼体から飼育すれば人や環境に慣れることもあり個体によっては手から餌を食べるが、場合によってはケージを暗幕で覆う等の対処をして外部から刺激を受けないようにする。また水辺の高温多湿の環境を好むため全身が浸かる事の出来る水容器や、ケージ全体を保温する設備も必要になる。

## 画像

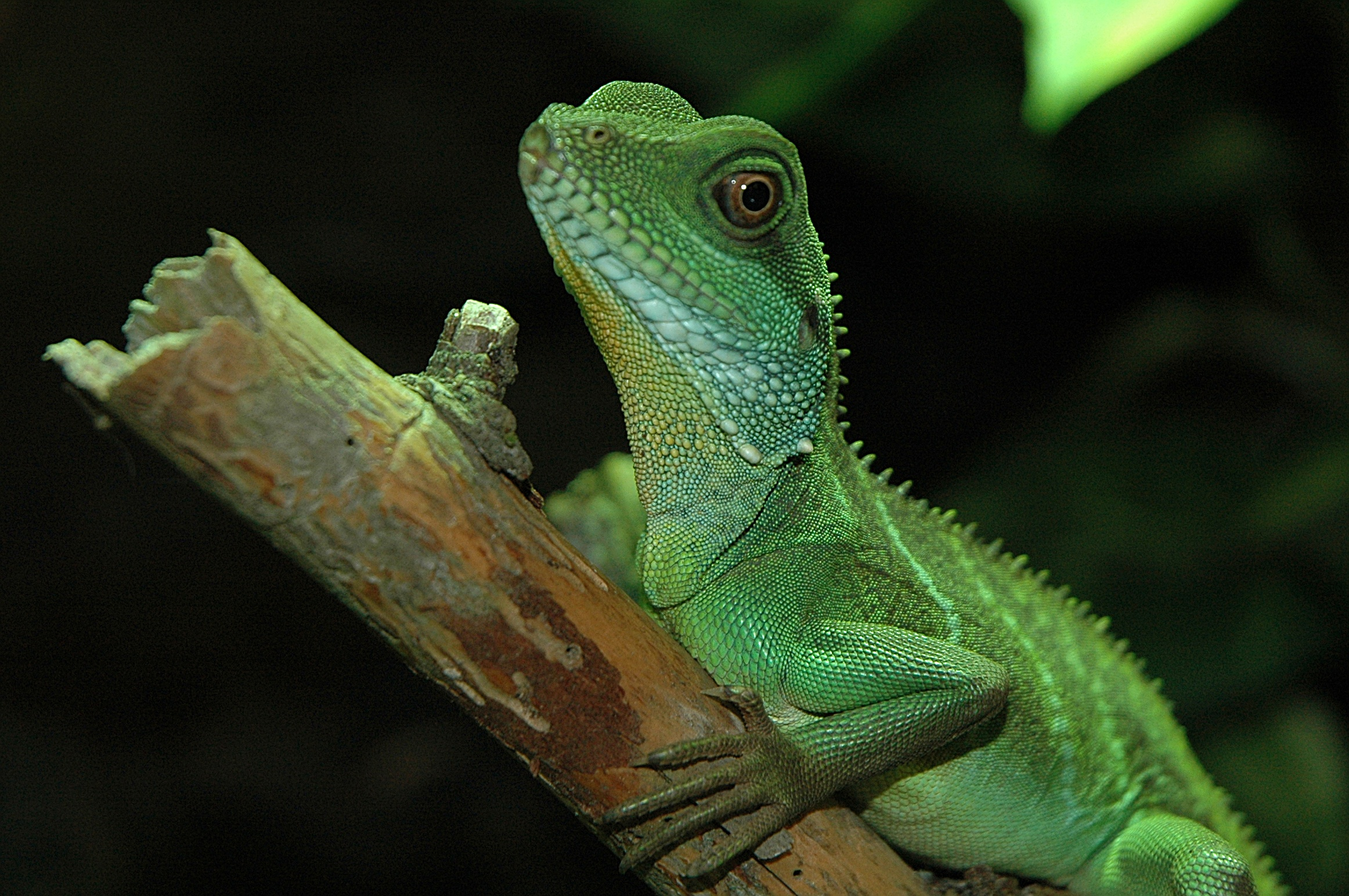
メス
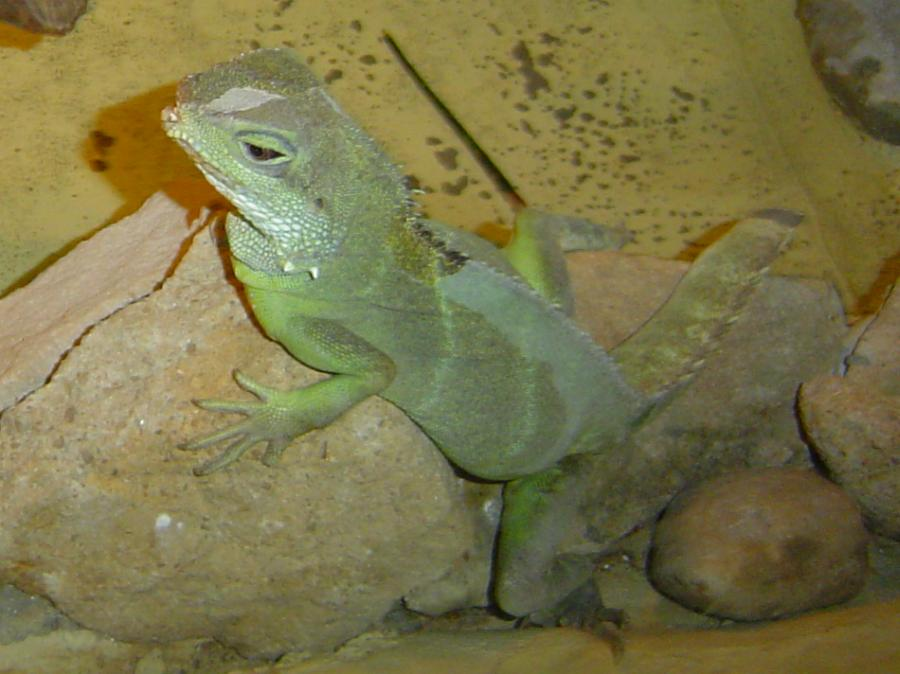
吻端が潰れた個体